# Drehmaschine (Psychiatrie)
Drehmaschinen waren ein somatotheraptisches Mittel in der Psychiatrie, das insbesondere im frühen 19. Jahrhundert Anwendung fand.
Man findet bereits bei Aulus Cornelius Celsus und bei Avicenna den Rat, Geisteskranke durch Schaukeln zu beruhigen, ebenso bei Christian Gottlieb Kratzenstein. Der niederländische Mediziner Herman Boerhaave empfahl auch das Drehen des Kranken; er soll selbst einen sogenannten Drehstuhl verwendet haben. Die Drehmaschinen dienten nach der Einschätzung des Psychiaters Christian Müller letztlich nicht nur der Therapie, sondern auch der Einschüchterung und Abschreckung.

## Drehstühle

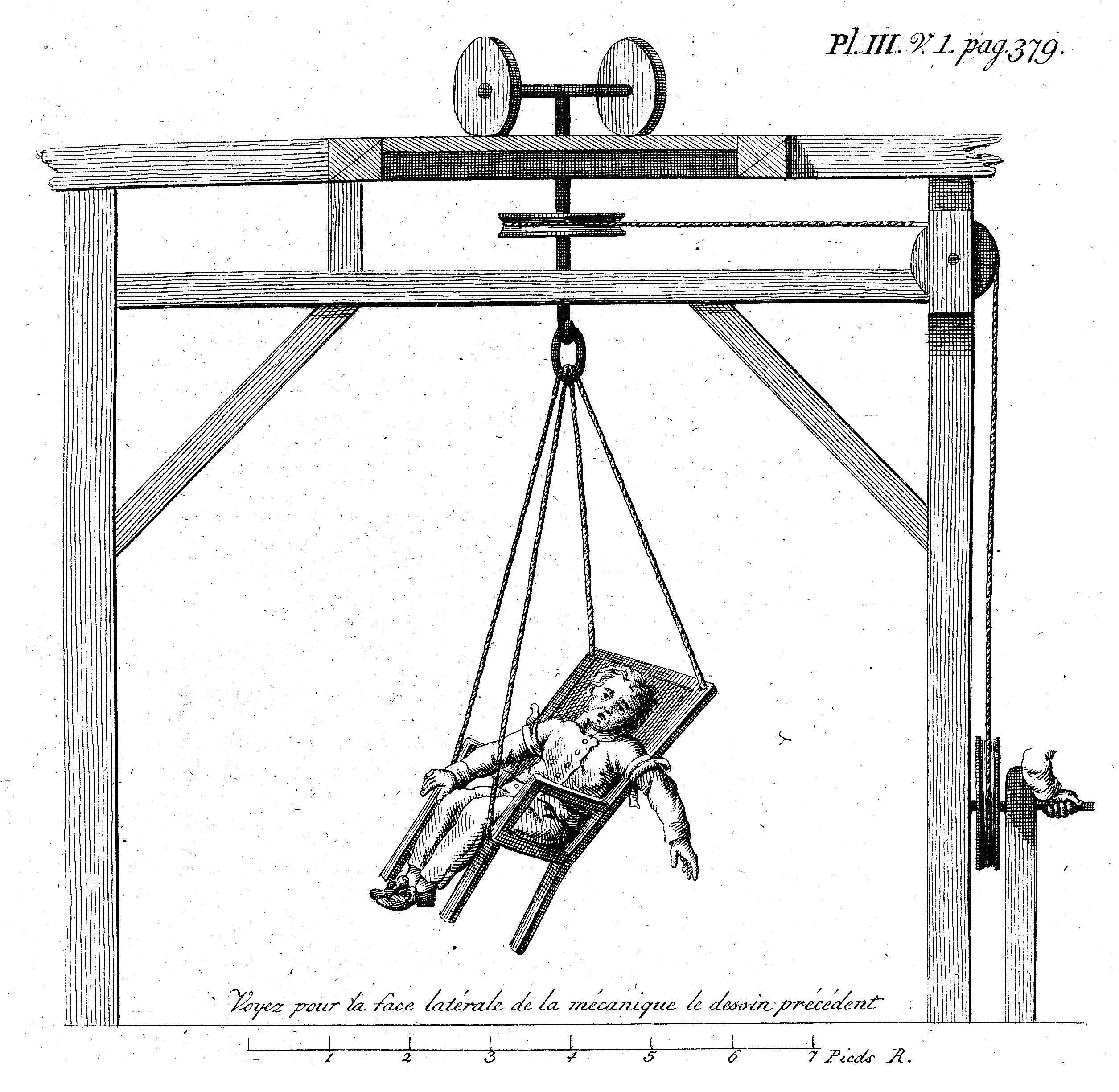
Cox’ swing

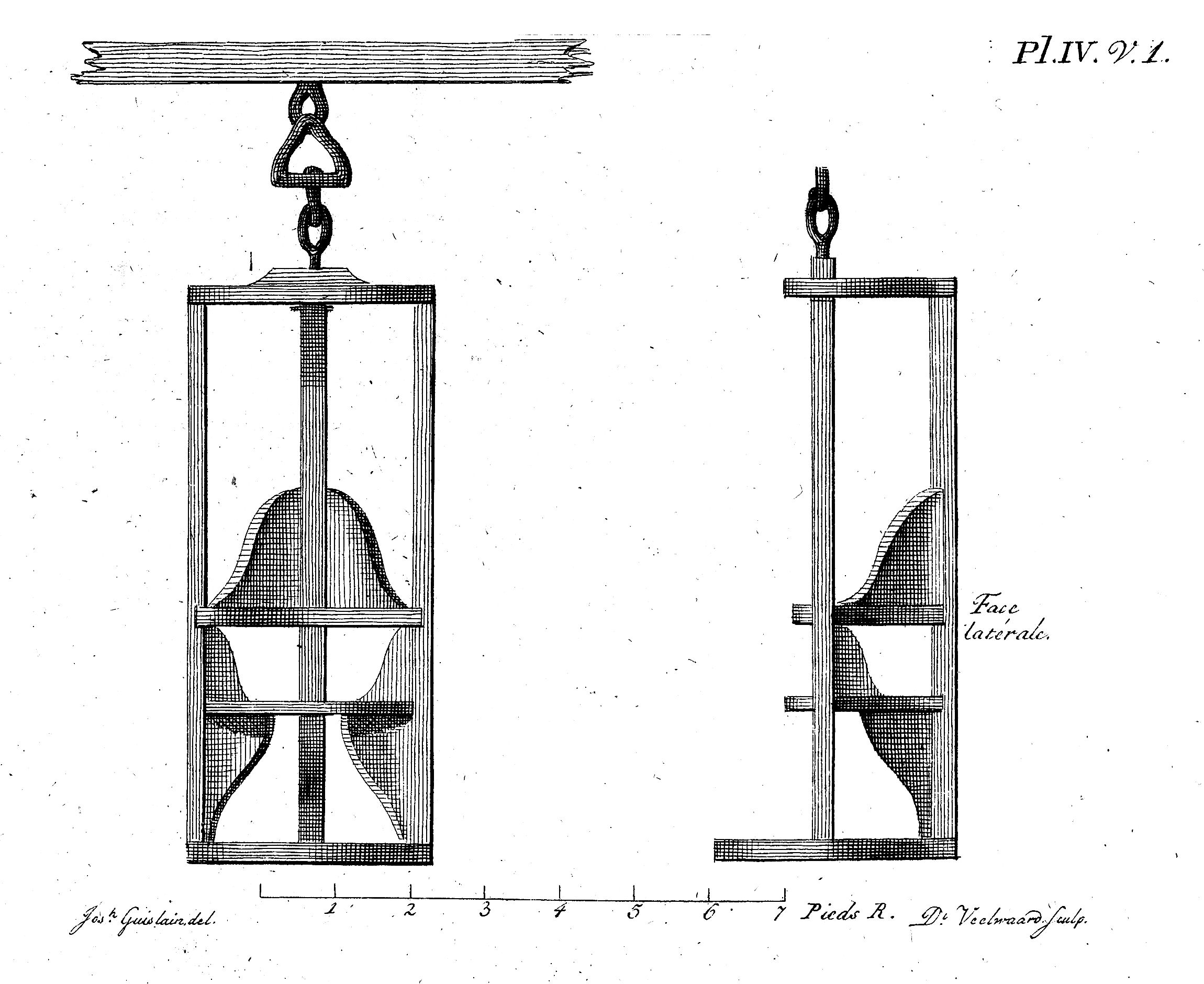
Darwinscher Stuhl, modifiziert von Hayner

Die Bezeichnung Cox’ swing geht auf Joseph Mason Cox (1763–1818) zurück, der es im Fishponds Private Lunatic Asylum bei Stapleton verwendet hatte und 1806 beschrieb. Es handelte sich um einen Stuhl mit Rückenlehne, der mit vier Seilen stabil an Vorderbeinen und Rückenlehne drehbar aufgehängt wurde, so dass der Stuhl nach hinten geneigt war. Der Patient wurde im Stuhl festgeschnallt und beide anschließend in schnelle Rotation versetzt. Es konnten dadurch bis zu 100 Umdrehungen pro Minute erreicht werden; üblich waren eher 40 bis seltener 60. Die Wirkung der auch von Heinroth empfohlenen und auch im „Irrenhaus“ des Würzburger Juliusspitals unter Anton Müller eingesetzten Drehmaschine auf den Patienten war einerseits Übelkeit verursachender Schwindel und Desorientierung, andererseits Veränderungen der Gehirndurchblutung bis zur Bewusstlosigkeit durch auftretende Fliehkräfte, indem der Stuhl geneigt aufgehängt wurde und der Kopf des Patienten sich außerhalb der Drehachse befand. Es gibt sowohl unterschiedliche Bezeichnungen des Gerätes (englisch gyrating chair, rotating swing; deutsch englischer Schwungapparat) als auch abweichende Konstruktionen.
Ein ähnliches, von Erasmus Darwin, dem Großvater von Charles Darwin, verwendetes Gerät wurde als Darwinscher Stuhl (englisch Darwin’s chair oder Darwin’s machine) bezeichnet. Bei diesem Gerät ist der Stuhl oder Käfig mit dem Patienten senkrecht an einer Kurbelwelle aufgehängt und wird von einem Helfer durch Kurbeln in Rotation versetzt.
Ein Drehstuhl wird auch von William Saunders Hallaran, Irland, 1818, beschrieben.

## Drehbetten
Benjamin Rush, einer der Gründerväter der USA und Pionier der Psychiatrie, entwickelte ein weiteres Gerät, das er 1812 als Gyrator oder Gyrater bezeichnete. Die genaue Konstruktion ist nicht ganz klar, er beschreibt aber anschließend eine mögliche Verbesserung des Gerätes, bei dem der Patient auf einem rotierenden Brett horizontal fixiert wird. Da so die Distanz des Kopfes von der Drehachse wesentlich größer ist, würden auch die auftretenden Fliehkräfte entsprechend größer sein. Diese Konstruktion ist häufig gemeint, wenn von einem Gyrator die Rede ist.

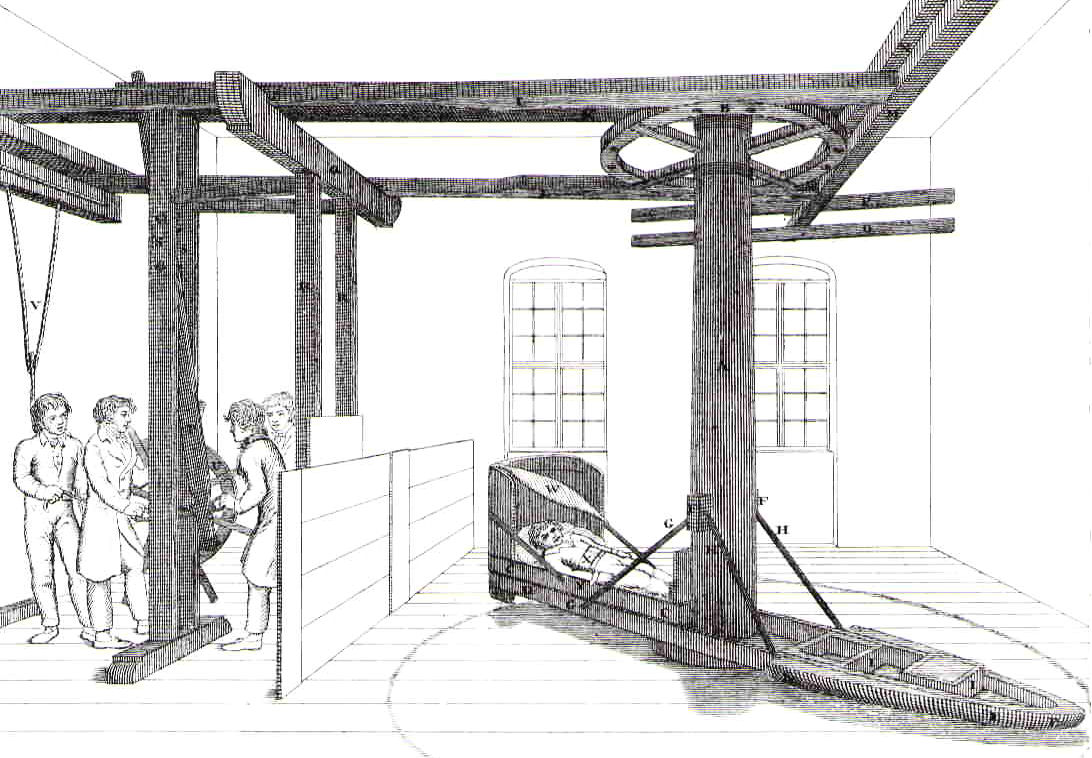
Drehbett, 1824

Peter Joseph Schneider berichtete 1824: „Die Drehmaschine, oder auch das Drehbett genannt, sollte in wohl eingerichteten Irrenhäusern durchaus nicht vermißt werden, wenn gleichwohl diese unentbehrliche Maschine ziemlich theuer zu stehen kommt. Man kann sie sowohl als eine vollkommen bequeme Lagerstätte, als auch als Bett betrachten, das sich in horizontaler Richtung um seine Achse dreht. (...) Auf der Drehmaschine wird nun der Kranke so befestigt, daß seine Füsse nach dem Mittelpunkte der Maschine, der Kopf aber nach Aussen gerichtet, in horizontaler Lage des ganzen Körpers oder auch in sizender Stellung, in schnellen Schwingungen um die Achse gedreht wird. Dieses Drehbett wird nun durch einen Hebel, welcher von drey bis vier Gehülfen gezogen wird, so sehr in Bewegung gesezt, daß in einer Minute vierzig bis sechzig Umschwingungen der Maschine erfolgen, je nachdem die Bewegungen schneller oder langsamer vor sich gehen müssen.“
Im Bereich des Kopfes wurde eine Beschleunigungskraft von 4 bis 5 G erzielt. Eine solche Drehmaschine befand sich laut Schneider auf Veranlassung von Ernst Horn seit 1807 in der mit dem Königlichen Charité-Krankenhause zu Berlin verbundenen Irrenanstalt. Als Wirkung benannte Schneider: „Bey sehr vielen entsteht Schwindel, Uebelkeit, Würgen, heftiges Erbrechen.“ 1818 schrieb Horn: „Ein gesundes Individuum, welches den Wirkungen dieser Maschine sich aussetzt, kann nicht länger wie einige Minuten das höchst unangenehme Gefühl ertragen, welches durch diese eigentümliche Bewegung hervorgebracht wird.“

## Wirkung
Der Zweck der Behandlung war, den Patienten zu beruhigen oder zumindest ruhigzustellen. Die geschah zum einen durch das Fixieren am Drehgerät, zum anderen führte die Rotation zu Unwohlsein, bis zum Erbrechen oder Ohnmacht. Neben dem direkten Unterbinden der Bewegung war der Patient durch die unangenehme Erfahrung oft eingeschüchtert und suchte eine Wiederholung zu vermeiden. Dieser Effekt wurde als erfolgreiche Beruhigung gewertet.
Cox maß in seinen Behandlungen, dass der Puls der Patienten sich auf dem Gyrator erhöhte, und sah dies als Beleg für den hilfreichen Einfluss auf die Hirndurchblutung. Zum anderen sollte das Drehen eine „Gegenschwingung“ zur Überregung der Nerven darstellen.
Ab 1817 gab es die ersten Berichte, dass die Anwendung und Wirkung der Drehmaschinen als inhuman oder gefährlich gewertet wurden, und die Geräte aus dem Klinikalltag verschwanden.